# Улица Лейтенанта Кижеватова (Минск)
Улица Лейтенанта Кижеватова (бел. вулiца Лейтэнанта Кіжаватава) — одна из важных магистралей на юге Минска. Расположена в Октябрьском районе. Начинается от перекрёстка с улицей Казинца, соединяется перекрёстками с Брестской, Рижской, Осиповичской улицами, а также с улицей Серова и Корженевского, заканчивается развязкой с Минской кольцевой автодорогой и после неё продолжается в виде шоссе на Слуцк.

## История
Улица получила своё современное название в 1979 году в честь Лейтенанта Кижеватова, одного из руководителей обороны Брестской крепости в 1941 году. До 1979 года она была частью Слуцкого шоссе. В конце 1970-х началась масштабная реконструкция шоссе в ходе которого к 1982 году была проложена новая шестиполосная транспортная магистраль на участке от улицы Рижской, до нынешней Больницы скорой медицинской помощи, ближе к территории аэропорта «Минск-1» (ныне жилой комплекс «Минск-Мир»). При этом часть старого шоссе сохранилась до сегодняшнего дня в виде безымянного тупика, который проходит правее улицы, в низине. Во второй половине 1970-х годов по правой и левой сторонам улицы между перекрёстками с улицами Осиповичской, Серова и Корженевского началась застройка новых жилых микрорайонов Серова и Курасовщина-3, а также больничного комплекса состоящего из 3-й детской клинической больницы совмещённой с детской поликлиникой и Больницы скорой медицинской помощи. В 1984 году по улице был пущен троллейбус. В 2024 году были открыты станции метро «Неморшанский сад» и «Слуцкий гостинец».

## Транспорт
На улице действуют троллейбусные и автобусные маршруты. Есть станции метро «Неморшанский сад» и «Слуцкий гостинец».